# Krasnobrodzki Park Krajobrazowy
Krasnobrodzki Park Krajobrazowy – park krajobrazowy w województwie lubelskim.
- Rok utworzenia: 1988[1]
- Powierzchnia: 9390 ha[1]
- Otulina: 30 794 ha[1]
- Położenie geograficzne: Roztocze Środkowe
- Położenie administracyjne: gminy: Krasnobród, Adamów w powiecie zamojskim, Józefów w powiecie biłgorajskim, gminy: Susiec, Tomaszów Lubelski w powiecie tomaszowskim[1].
- Cel ochrony: zachowanie unikatowych wartości przyrodniczych, historycznych, kulturowych i krajobrazowych Roztocza Środkowego, a w szczególności zwartych kompleksów lasów mieszanych z dużą domieszką jodły wraz z charakterystyczną florą i fauną.

## Położenie
Krasnobrodzki Park Krajobrazowy położony jest na fragmencie najwyższych wzniesień Roztocza Środkowego przekraczających 350 m n.p.m., na szczytach których znajdują się często wychodnie ostańców podłoża kredowego i trzeciorzędowego. W granicach Parku znajduje się też fragment doliny górnego Wieprza. Północno-zachodnią granicę Parku stanowi granica otuliny Roztoczańskiego Parku Narodowego od strony południowej ma on wspólną otulinę z Parkiem Krajobrazowym Puszczy Solskiej. Takie położenie sprawia, że krajobraz Parku jest urozmaicony we wszystkich jego częściach.

## Rzeki
Największą rzeką ubogiego w wody Parku jest Wieprz. Atrakcją są występujące tu podzboczowe źródła. Najwydajniejsze znajdujące się w Hutkach, Husinach i przy kaplicy „Na wodzie” objęto ochroną pomnikową. W wodach Wieprza oprócz licznych gatunków ryb występują także raki.

## Geologia
Występowanie różnorodnych form geomorfologicznych świadczy o dawnej aktywności geologicznej terenu Parku. Do najciekawszych należą wzgórza ostańcowe, wydmy, wąwozy i suche doliny. Część z nich objęto ochroną:
- stanowisko dokumentacyjne „Kamieniołom”
- pomnik przyrody „Wapielnia” koło Ulowa – największe i bardzo urokliwe nagromadzenie wychodni skalnych na najwyższym wzgórzu Roztocza Środkowego o nazwie Wapielnia – 385 m n.p.m.
- pomnik przyrody „Piekiełko” w Stanisławowie.

## Przyroda
Ponad 60% powierzchni Parku zajmują lasy. Mimo prowadzonej gospodarki leśnej na przeważającym obszarze zachowały one naturalny charakter. Dominującym zespołem leśnym są bory sosnowe, a najpospolitszym gatunkiem lasotwórczym sosna, która dominuje na około 75% powierzchni leśnych. Na drugim miejscu występują bory jodłowe – jodła dominuje na 16% powierzchni, a następnie buczyna karpacka. Spotkać tu można także olsy, grądy, a także cenne torfowiska i zbiorowiska roślinności kserotermicznej, tak charakterystyczne dla Roztocza.
W lasach Parku spotkać można wiele rzadkich i chronionych roślin np.: widłaki, storczykowate, rosiczkę okrągłolistną, kruszynę pospolitą, wawrzynka wilczełyko. Na stawach w Hutkach rosną grążel żółty i grzybienie białe.
Pod względem faunistycznym teren Parku jest słabo rozpoznany. Z leśnych ssaków kopytnych występują tu: jeleń, sarna, i dzik. Ssaki drapieżne reprezentują m.in.: borsuk europejski, gronostaj europejski, jenot azjatycki, kuna leśna, kuna domowa, łasica pospolita i tchórz zwyczajny. Z rzadszych gatunków ptaków stwierdzono tu gniazdowanie orlika krzykliwego, bociana czarnego, kraski i pliszki górskiej. Stawy nad Wieprzem koło Krasnobrodu są ostoją ptaków wodnych i bobra europejskiego, który ma tu dobre warunki siedliskowe.

## Rezerwaty przyrody
Na terenie Parku znajdują się dwa rezerwaty leśne, chroniące najcenniejsze fragmenty borów jodłowych i mieszanych: Święty Roch (202,6 ha) oraz Zarośle (64,02 ha). We wspólnym z Parkiem Krajobrazowym Puszczy Solskiej fragmencie otuliny znajduje się rezerwat torfowiskowy Nowiny (3,80 ha).

## Zabytki
Zabytki na terenie Krasnobrodzkiego Parku Krajobrazowego spotykamy głównie w Krasnobrodzie. W części Krasnobrodu zwanej Podzamkiem wznosi się otoczony dużym parkiem pałac Leszczyńskich z XVII w., rozbudowany w XIX w. (obecnie mieści się w nim Sanatorium Dziecięce im. Janusza Korczaka). Po drugiej stronie miejscowości zwanej Podklasztorem znajduje się barokowy kościół (XVII w.) z cudownym obrazem Matki Boskiej i Kalwarią Krasnobrodzką oraz muzeum parafialne, a także zespół barokowych kapliczek.

## Turystyka
Ruch turystyczny na terenie Parku koncentruje się przede wszystkim w Krasnobrodzie – uzdrowisku i jednej z miejscowości wczasowych na Roztoczu. Znajduje się w nim sanatorium, kilkanaście ośrodków wypoczynkowych, ponad 20 pensjonatów i kwater prywatnych, kempingi, schroniska młodzieżowe, kąpielisko, a także ośrodek turystyki konnej oraz wyciąg narciarski z trasą zjazdową na Górze Chełmowej.
Przez Park przebiegają cztery znakowane piesze szlaki turystyczne:
- „centralny”
- „im. Władysławy Podobińskiej”
- „partyzancki”
- „łącznikowy”

Wytyczono także przyrodniczo-historyczną ścieżkę dydaktyczną „Wokół Krasnobrodu”, dwie ścieżki spacerowe: „Przez rezerwat Św. Rocha” oraz „Okolice Krasnobrodu”, a także ścieżkę rowerową o długości 40 km po najciekawszych miejscach Krasnobrodzkiego Parku Krajobrazowego.